# Georg Duensing
Georg Duensing (* 21. Dezember 1933 in Hannover) ist ein deutscher Meteorologe und Politiker (CDU).

## Leben
Duensing besuchte die Volksschule in Hannover, Walsrode sowie in Northeim. Bis zum Abitur 1955 wechselte er dann in den naturwissenschaftlich ausgerichteten Zweig des Gymnasiums Leibnizschule in Hannover. Im Anschluss an seine Schulzeit begann er ein Studium der Physik, Mathematik und Geowissenschaften in Hannover und Hamburg und schloss als Diplom-Meteorologe seine Ausbildung ab.
Er wurde zunächst wissenschaftlicher Angestellter bei der Deutschen Lufthansa und wechselte später in den Deutschen Wetterdienst in der Laufbahn des höheren Dienstes. Duensing war stellvertretender Dienststellenleiter der Agrarmeteorologischen Forschungsstelle in Hamburg sowie Dezernatsleiter und letztlich später Leiter der Abteilung Maritime Meteorologie beim Deutschen Wetterdienst. Er wurde Mitglied des Vorstandes des Wasserbeschaffungsverbandes Harburg.

## Politische Laufbahn
Im Jahr 1968 wurde der CDU-Politiker Ratsherr sowie zwischen 1968 und 1972 Bürgermeister der Gemeinde Fleestedt. Im Jahr 1972 wurde er Ortsbürgermeister des Ortsteils Fleestedt der Gemeinde Seevetal. Beginnend im gleichen Jahr bis zum Jahr 1976 war er zudem Ratsherr und stellvertretender Bürgermeister der Gemeinde Seevetal. Hier war er auch Vorsitzender der CDU-Ratsfraktion. Ab 1976 war er Kreistagsabgeordneter des Landkreises Harburg.
In der zehnten Wahlperiode war er vom 21. Juni 1982 bis zum 20. Juni 1986 Mitglied des Niedersächsischen Landtages.

## Quelle
- Barbara Simon: Abgeordnete in Niedersachsen 1946–1994. Biographisches Handbuch. Hrsg. vom Präsidenten des Niedersächsischen Landtages. Niedersächsischer Landtag, Hannover 1996, S. 81.

| Personendaten    | Personendaten                                  |
| ---------------- | ---------------------------------------------- |
| NAME             | Duensing, Georg                                |
| KURZBESCHREIBUNG | deutscher Meteorologe und Politiker (CDU), MdL |
| GEBURTSDATUM     | 21. Dezember 1933                              |
| GEBURTSORT       | Hannover                                       |